# Daniel Eggert
Daniel Eggert (* 29. Juli 1989 in Sønderborg) ist ein dänischer Handballspieler. Der 1,99 m große und 92 kg schwere Daniel Eggert wird als rechter Außenspieler und rechter Rückraumspieler eingesetzt.

## Karriere
Daniel Eggert, dessen Eltern bereits Handball spielten, begann in Ulkebøl. Über HF Sønderborg und Team Tvis Holstebro kam er 2009 zum dänischen Zweitligisten Sønderjysk Elitesport, mit dem ihm 2011 der Aufstieg in die Håndboldligaen gelang. Zur Saison 2014/15 unterschrieb er beim deutschen Zweitliga-Aufsteiger SV Henstedt-Ulzburg. In der Saison 2016/17 lief er für den ASV Hamm-Westfalen auf. Ab dem Sommer 2017 stand er beim TSV Bayer Dormagen unter Vertrag. In der Saison 2019/20 lief er für den niederländischen Verein Herpertz Bevo HC auf. Anschließend beendete er seine Karriere und kehrte mit seiner Frau und den drei Kindern nach Sønderborg zurück, wo er bei der Sparkasse arbeitet. Nebenbei spielt er noch gemeinsam mit seinem Bruder in der zweiten Mannschaft von SønderjyskE Håndbold.